# Schwarzer Moderkäfer

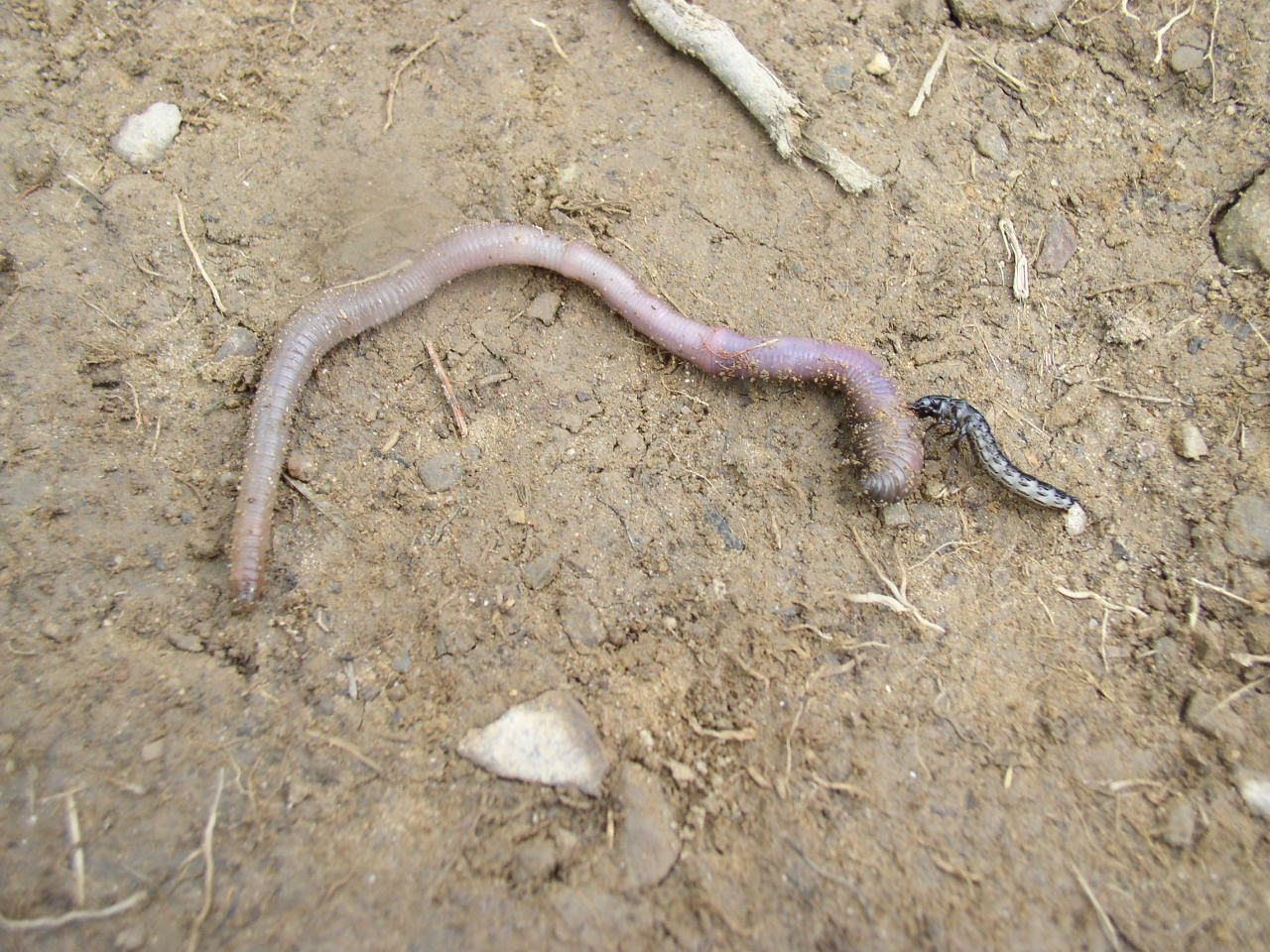
Larve beim Angriff auf einen Regenwurm

Der Schwarze Moderkäfer (Ocypus olens) ist ein Käfer aus der Familie der Kurzflügler (Staphylinidae).

## Merkmale
Schwarze Moderkäfer sind mit 22 bis 40 Millimetern Länge die größte Kurzflüglerart Mitteleuropas. Der Käfer ist komplett mattschwarz gefärbt, der Körper ist sehr dicht punktförmig strukturiert und schwarz behaart. Der Hinterrand des fünften freiliegenden Hinterleibssegmentes hat auf der Oberseite einen feinen hellen Hautsaum. Die Schienen (Tibien) der Vorderbeine tragen am Außenrand vor der Spitze Dornen. Die häutigen Flügel (Alae) sind ausgebildet.

### Ähnliche Arten
Eine ähnliche Art ist der Dunkle Raubkäfer (Ocypus tenebricosus), dessen Halsschild länger ist als die Deckflügel an der Naht. Auch ist die Art ungeflügelt. Man kann die Art mit weiteren Arten der Gattung Ocypus verwechseln, diese sind jedoch alle kleiner.

### Synonyme
- Ocypus fulvopilosus Fiori, 1894[2]
- Goerius macrocephalus Stephens, 1832 (Homonym)[2]
- Staphylinus major De Geer, 1774[2]
- Ocypus meridionalis Fiori, 1894[2]
- Staphylinus unicolor Herbst, 1784[2]

## Vorkommen und Lebensraum
Die Käfer sind in Europa weit verbreitet. Sie treten in verschiedenen Lebensräumen, bevorzugt jedoch in feuchten Wäldern und deren Rändern und Auen, aber auch in Gärten, auf Heiden und manchmal auch an Trockenhängen auf. Sie leben dort unter Totholz, Steinen, in der Bodenstreu und auf Wegen.

## Lebensweise
Die Schwarzen Moderkäfer ernähren sich räuberisch. Bei drohender Gefahr spreizen die Tiere ihre Mandibeln, mit denen sie kräftig zubeißen können, und strecken den Hinterleib nach vorne, was der Einschüchterung der Angreifer dient. Sie können mit ihren weißen sackförmigen Wehrdrüsen am Hinterleibsende auch ein übelriechendes Sekret absondern. Die Hauptkomponente in diesem Sekret ist ein Iridodial, ein schnell polymerisierendes monocyclisches Monoterpen mit zwei Aldehydgruppen, das zur Gruppe der Iridoide gehört. Die Larven führen eine ähnliche Lebensweise wie die adulten Käfer.

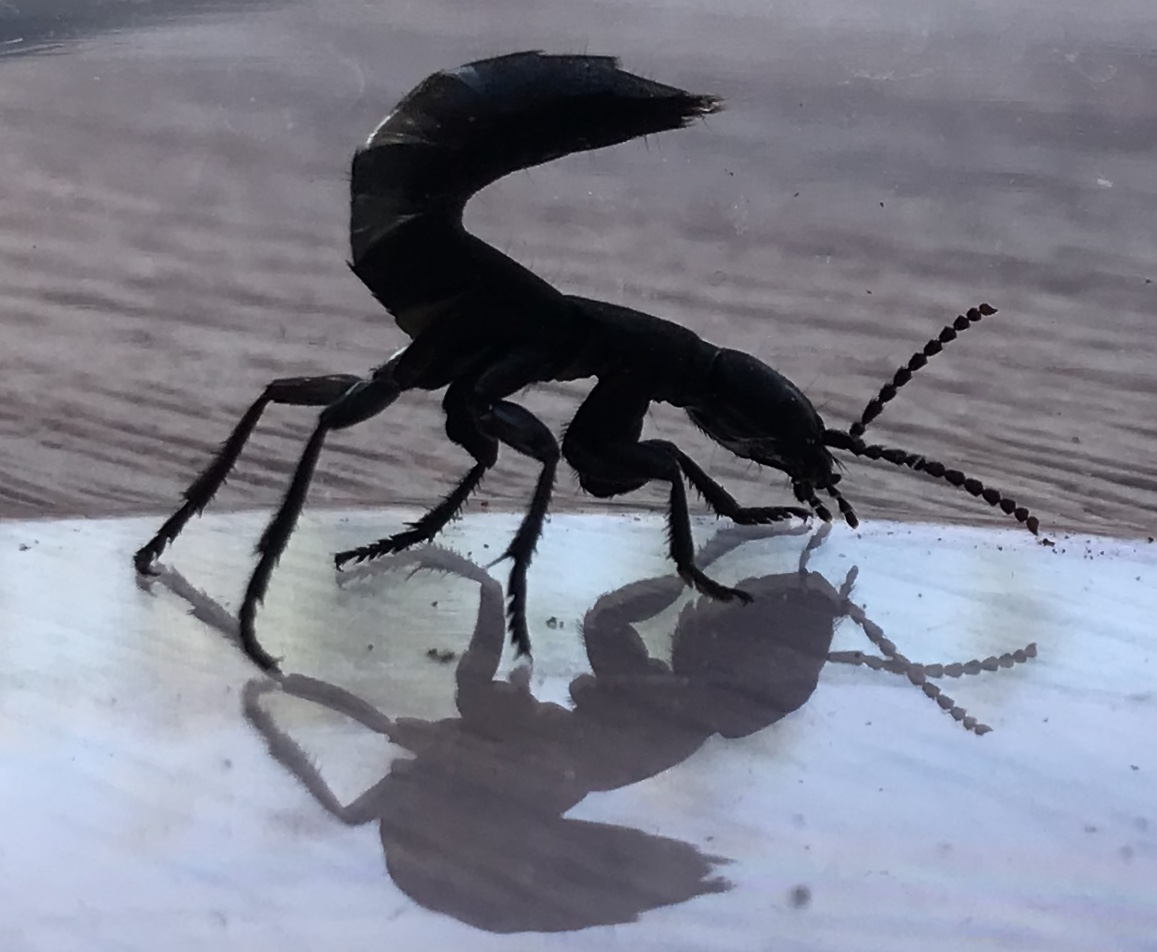
Hochgestellter Hinterleib zur Einschüchterung

## Belege